# Ай-Сорумъюган
Ай-Сорумъюган  (Ай-Сорум-Юган) — река в России, протекает по Ханты-Мансийскому району Ханты-Мансийского АО, левая составляющая Сорумъюгана, который образуется слиянием Ун-Сорумъюгана с Ай-Сорумъюганом. Длина реки составляет 15 км.

## Данные водного реестра
По данным государственного водного реестра России относится к Верхнеобскому бассейновому округу, водохозяйственный участок реки — Обь от города Нефтеюганск до впадения реки Иртыш, речной подбассейн реки — Обь ниже Ваха до впадения Иртыша. Речной бассейн реки — (Верхняя) Обь до впадения Иртыша.
Код объекта в государственном водном реестре — 13011100212115200051304.